# Schauinsland
Schauinsland er et bjerg nær Freiburg i Tyskland. Det ligger i Schwarzwald og har en højde på 1.284 m.
Området bruges til vandreture og skiløb; Der ligger et solobservatorium i nærheden. På toppen af bjerget står udsigtstårnet Eugen-Keidel-tårnet. Særlig om efteråret er der ved inversion, flot udsigt fra Schauinsland til både Vogeserne og til de Schweiziske Alper.

## Minedrift
I over 700 år har der været minedrift efter bly, sølv og zink i området. Produktionen blev nedlagt i 1954. Der var omkring 100 kilometer minegange , fordelt på 22 etager. Ved begyndelsen af det 20. århundrede var omkring 250 minearbejdere beskæftiget i minerne. Siden 1997 har en del af gruberne været indrettet til Museums-Bjergværk.